# Stjepan Schulzer
Stjepan Schulzer (19. kolovoza 1802., Viduševac - 5. veljače 1892., Vinkovci) bio je hrvatski botaničar i mikolog. 

## Život i rad
Stjepan Schulzer Müggenburški rodio se u mjestu Viduševcu na Banovini. U ranoj mladosti ostao je bez majke te ga je otac sam podizao. S 15 godina umire mu i otac, časnik koji je službovao u Petrinji u Prvoj banskoj graničarskoj pukovniji. Školovanje je nastavio u kadetskoj satniji u Olomoucu gdje je postizao izvrsne rezultate. Kasnije je premješten u 39. mađarsku pukovniju. U vojnoj je službi sporo napredovao do položaja nadporučnika i kapetana, no zbog bolesti ruku bio je umirovljen. U Vinkovcima je 1849. organizirao vojnu bolnicu za ranjene vojnike. Ovdje oboli od tifusa, vid mu znatno oslabi te posve izgubi sluh koji mu se ipak nakon nekog vremena povrati. Nakon utemeljenja vojne bolnice, 1851. godine povjeriše mu i organiziranje pukovnijske škole u Brodu te upravljanje pukovnijskim školama u banatskom Karansebešu i Srijemskoj Kamenici. Iako ga je u djetinjstvu otac odvraćao od gljiva uspoređujući ih s paucima, zmijama i gušterima, njegovo interes za gljive nije prestao ni u odrasloj dobi. Obuhvatnije proučavanje nastavio je za vrijeme učiteljevanja u Velikom Varadinu. Uskoro je kupio Tratinnickovu knjigu o jestivim gljivama, ali su ilustracije u njoj bile loše otisnute na papiru što će biti presudno u budućem radu na izradi djela o gljivama. Tijekom izučavanja sistematike gljiva nailazio je na probleme zbog lošeg poznavanja grčkog i latinskog jezika. Usporedo sa sakupljanjem i pročavanjem gljiva na terenu izrađivao je izvrsne crteže gljiva te opisao oko 300 gljiva. Nažalost rad je izgubio. Unatoč tome na nagovor prijatelja izradio je novo djelo koje 1851. godine odnese na ocjenu Ministarstvu za bogoštovlje i nastavu u Beč te dobije pozitivnu ocjenu rada. Nakon toga intenzivnije proučava teme iz botanike i mikologije, nabavlja Plösselov mikroskop. Rezultat znanstvenog i terenskog rada bilo je djelo koje je obuhvaćalo opise i visokokvalitetne crteže 1700 vrsta gljiva. Napisao je i knjigu o gljivama Slavonije s 1000 crteža i opisa koja još čeka na objavljivanje. Članke je objavljivao u  Österreichische botanische Zeitschriftu i Flori, botaničkim časopisima koji su izlazili u Beču i Regensburgu. U mikologiji je važan njegov prinos istraživanju razmnožavanja Polyporus applanatusa, Boletusa, Polyporus te svojstva toksina Agaricus. Schulzer je bio počasni član Jugoslavenske akademije znanosti i umjetnosti, počasni član Srbskog učenog društva, član Carskog i kraljevskoga botaničkog društva u Beču i dr.

## Djela
- Icones selectae Hymenomycetum Hungariae, u suradnji s Karolyem Kalchbrenneron, 1873-1877.
- Pilze aus Slavonien, rukopis (13 svezaka), 1865-1889.